# 参宿增廿五
参宿增廿五（麒麟座10），又名BD-04 1526，HD 45546、SAO 133290、HR 2344，是麒麟座的一颗恒星，视星等为5.06，位于銀經214.52，銀緯-7.39，其B1900.0坐标为赤經6h 23m 1.2s，赤緯-4° -7.39′ 1″。